# Anne Kyllönen
Anne Kyllönen (n. 30 noiembrie 1987, Kajaani, Oulu, Finlanda) este o schioară de fond ce a reprezentat Finlanda, medaliată olimpică. A participat la o ediție a Jocurilor Olimpice (2014) în care a câștigat o medalie de argint.